# Blaignan
Blaignan  korábbi község Franciaország Új-Aquitania régiójában, Gironde megyében. 2019. január 1-jén Prignac-en-Médoc korábbi községgel egyesült és az így létrejött Blaignan-Prignac új község része lett.
Lakosainak száma 466 fő (2018. január 1.).
Polgármester: 2001–2020 Christian Benillan

## Demográfia
| Lakosok száma | 251  | 260  | 266  | 466  |
|               | 2013 | 2015 | 2016 | 2018 |